# Iseult O’Malley

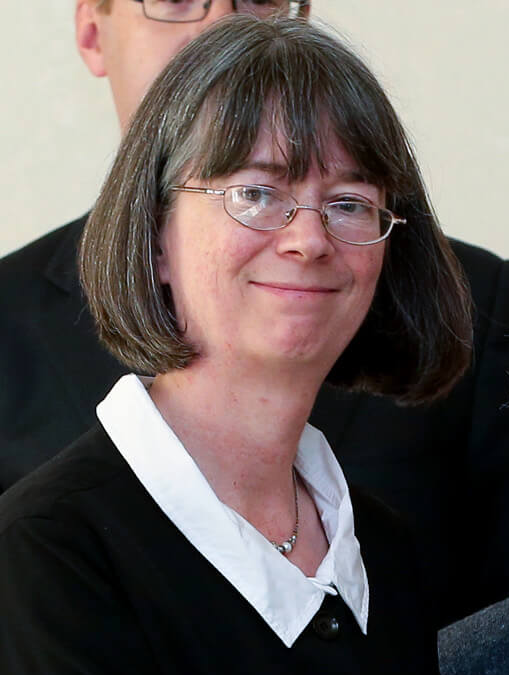
Iseult O’Malley (2015)

Iseult O’Malley (* 30. Juni 1964 in Dalkey, Dublin) ist eine irische Richterin und vormalige Rechtsanwältin, die seit Oktober 2015 Richterin am Supreme Court der Republik Irland ist. Zuvor war sie von 2012 bis 2015 Richterin am High Court.

## Leben
Iseult O’Malley studierte am Trinity College Dublin und nahm anschließend die Ausbildung am King’s Inns auf. 1987 wurde sie zur Rechtsanwaltschaft (als Barrister) zugelassen. Ihre Schwerpunkte liegen im Strafrecht. 2007 wurde sie zum Senior Counsel ernannt.
Von 1985 bis 2012 war sie Geschäftsführerin der Free Legal Advice Centres, einer Einrichtung die sozial benachteiligten Bevölkerungsgruppen kostenfreie Rechtsberatung anbietet.
Sie ist die Schwester des früheren Europaabgeordneten Chris O’Malley und die Enkelin des früheren Justizministers Kevin O’Higgins.